# Polanisia
Genre
Classification APG III (2009)
Polanisia est un genre de plantes à fleurs regroupant plusieurs espèces de la famille des Capparaceae.
Des modifications récentes de classification proposent de placer ce genre dans la famille des Cleomaceae, voire des Brassicaceae.

## Liste d'espèces
Selon ITIS :
- Polanisia dodecandra (L.) DC.
- Polanisia erosa (Nutt.) Iltis
- Polanisia jamesii (Torr. & Gray) Iltis
- Polanisia tenuifolia Torr. & Gray
- Polanisia uniglandulosa (Cav.) DC.